# Phycodnaviridae
Ordre
Famille
Genres de rang inférieur
- Chlorovirus
- Coccolithovirus
- Phaeovirus
- Prasinovirus
- Prymnesiovirus
- Raphidovirus

Les phycodnavirus (la famille des Phycodnaviridae) sont des virus à ADN qui possèdent de grands génomes (160 à 560 milliers de paires de bases), et qui infectent les animaux marins ou les algues eucaryotes d'eau douce. C’est la seule famille de l’ordre des Algavirales. Les phycodnavirus ont une morphologie icosahedrale, une membrane lipidique interne et ils se reproduisent, en totalité ou en partie, dans le cytoplasme de leurs cellules cibles. Ils appartiennent à un super-groupe de grands virus connu sous le nom de « grands virus nucléocytoplasmiques à ADN ».
Des études ont révélé des caractéristiques des génomes des phycodnavirus tels que la réplication de l'ADN et mécanismes de transcription, un nouveau type de protéines à canaux de potassium, des gènes impliqués dans les problèmes d'apoptose, un complexe de transduction de signal et de régulation des gènes du système de protéines virales.
Tous les phycodnavirus encodent un certain nombre de protéines impliquées dans la réplication de l'ADN, y compris ADN polymérase. Il est difficile de savoir si certains phycodnavirus encodent des machines de réplications pleinement fonctionnelles, toutefois ils peuvent compter sur les enzymes de la cellule hôte.